# Sam Franko
Sam Franko (* 20. Januar 1857 in New Orleans; † 6. Mai 1937 in New York) war ein US-amerikanischer Violinist und Musikpädagoge.

## Leben und Werk
Sam Franko war ungarischer Abstammung, Violinschüler von Adalbert Blecha in Breslau und Heinrich de Ahna in Berlin. Er studierte von 1876 bis 1878 noch bei Joseph Joachim (Violine) und bei Alexis Hollaender (Komposition). Von 1878 bis 1880 studierte er in Paris bei Henri Vieutemps und Hubert Léonard.
1880 wurde er Mitglied des Thomas-Orchesters in New-York und war von 1884 bis 1891 dessen Konzertmeister. Von 1891 bis 1897 wirkte er als erster Bratschist im New Yorker Philharmonischen Orchester. Von 1900 bis 1909 veranstaltete er in New York Konzerte mit Musik aus dem 17. und 18. Jahrhundert. Von 1910 bis 1914 setzte er diese Konzertreihe in Berlin fort. Er leitete in Berlin in diesen Jahren am Stern’schen Konservatorium eine Violin-Meisterklasse und die Orchesterklasse. Ende 1914 kehrte Sam Franko nach New York zurück. Er richtete dort neben den Konzerten mit alter Musik 1919/1920 auch Kammermusikkonzerte und Singspielaufführungen ein. Sam Franko lebte zuletzt als Violinlehrer in New York.
Sam Frank gab Bearbeitungen von Violinmusik und älteren Orchesterwerken vor allem von Giovanni Battista Pergolesi und Antonio Vivaldi (Concerti grossi) heraus. Er schrieb zahlreiche Stücke für Violine und Klavier. Posthum erschien die Selbstbiographie Chords and discords (New York 1938).